# Município de Tully (condado de Marion, Ohio)
O município de Tully (em inglês: Tully Township) é um município localizado no condado de Marion no estado estadounidense de Ohio. No ano de 2010 tinha uma população de 854 habitantes e uma densidade populacional de 15,69 pessoas por km².

## Geografia
O município de Tully encontra-se localizado nas coordenadas 40° 40′ 31″ N, 82° 54′ 30″ O. Segundo o Departamento do Censo dos Estados Unidos, o município tem uma superfície total de 54.44 km², da qual 54,44 km² correspondem a terra firme e (0 %) 0 km² é água.

## Demografia
Segundo o censo de 2010, tinha 854 pessoas residindo no município de Tully. A densidade populacional era de 15,69 hab./km². Dos 854 habitantes, o município de Tully estava composto pelo 98,71 % brancos, o 0,59 % eram afroamericanos, o 0,12 % eram amerindios, o 0,12 % eram asiáticos, o 0,12 % eram insulares do Pacífico e o 0,35 % eram de uma mistura de raças. Do total da população o 0,47 % eram hispanos ou latinos de qualquer raça.